# Hendrik V van Mecklenburg
Hendrik V van Mecklenburg (3 mei 1479 - Schwerin, 6 februari 1552) was van 1503 tot 1520 hertog van Mecklenburg en van 1520 tot aan zijn dood hertog van Mecklenburg-Schwerin. Hij behoorde tot het huis Mecklenburg.

## Levensloop
Hendrik V was de oudste zoon van hertog Magnus II van Mecklenburg en diens echtgenote Sophia, dochter van hertog Erik II van Pommeren. 
Na de dood van zijn vader in 1503 erfde hij samen met zijn jongere broers Erik II en Albrecht VII het hertogdom Mecklenburg, in gezamenlijke regering met hun oom Balthasar. Balthasar stierf in 1507 en Erik II in 1508, beiden zonder erfgenamen, waarna Hendrik V en Albrecht VII in het bezit kwamen van het gehele hertogdom. Aanvankelijk regeerden beide broers samen, maar Albrecht deed herhaaldelijk het verzoek om Mecklenburg onderling te verdelen. Op 7 mei 1520 sloten Albrecht en Hendrik het Verdrag van Neubrandenburg. Dit verdrag stipuleerde dat Hendrik V Mecklenburg-Schwerin mocht regeren, terwijl Albrecht VII Mecklenburg-Güstrow mocht besturen. Er vond echter geen formele deling van Mecklenburg plaats.
Het was tijdens de regeerperiode van Hendrik V en Albrecht VII dat Maarten Luther de Reformatie lanceerde, die snel voorstanders vond in Mecklenburg en vanaf 1523 werd het lutherse geloof in Mecklenburg gepredikt. Vanaf het begin was Hendrik V een voorstander van de Reformatie, hoewel hij dat in het begin nog voorzichtig deed; vanaf de Rijksdag van Augsburg in 1530 was hij daar opener over. Vanaf 1524 correspondeerde Hendrik V met Luther, die leraren en predikers naar Mecklenburg stuurde.
Op 12 juni 1526 sloot Hendrik zich aan bij de Liga van Torgau en in 1532 uitte hij zich in het openbaar als aanhanger van Luther. Zijn standpunt over de Reformatie zorgde ervoor dat hij Mecklenburg-Schwerin zowel intern als extern moest reorganiseren. Hendrik V vroeg aan superintendent Johann Riebling, die Luther in 1537 naar Mecklenburg had gestuurd, om een nieuwe kerkorde, catechismus en agenda op te stellen. Voor de rest van zijn bewind was Hendrik V bezig om de lutheraanse kerk in zijn domeinen te organiseren.
Na de dood van Luther in 1546 brak er een godsdienstoorlog uit in Duitsland. Hoewel hij een protestantse vorst was, nam Hendrik V niet deel aan deze oorlog omdat hij geen lid was van het Schmalkaldisch Verbond. In 1548 verzette hij zich tegen de invoering van de Interim van Augsburg door keizer Karel V. In juli 1549 keurde Hendrik V de beslissing van de Mecklenburgse Staten goed om het lutheraans geloof officieel te erkennen als staatsgodsdienst. 
In februari 1552 stierf hij op 72-jarige leeftijd. Hij liet een reputatie van vrome en vredevolle vorst na.

## Huwelijken en nakomelingen
Op 16 februari 1507 huwde Hendrik V met Ursula (1488-1510), dochter van keurvorst Johann Cicero van Brandenburg. Ze kregen drie kinderen:
- Sophia (1508-1541), huwde in 1528 met hertog Ernst I van Brunswijk-Lüneburg
- Magnus III (1509-1550), de eerste lutheraanse administrator van het Prinsbisdom Schwerin
- Ursula (overleden in 1586), de laatste abdis van het Clarissenklooster in Ribnitz

Na de dood van zijn eerste echtgenote hertrouwde Hendrik V op 12 juni 1513 met Helena (1493-1524), dochter van keurvorst Filips van de Palts. Ze kregen drie kinderen:
- Filips (1514-1557), kreeg een mentale beperking na een ongeval bij een riddertoernooi
- Margaretha (1515-1559), huwde in 1537 met hertog Frederik II van Münsterberg-Oels
- Catharina (1518-1581), huwde in 1539 met hertog Frederik III van Liegnitz

Na de dood van Helena sloot Hendrik V op 14 mei 1551 een derde huwelijk, ditmaal met Ursula (1523-1577), dochter van hertog Magnus I van Saksen-Lauenburg. Dit huwelijk bleef kinderloos.